# Rio Rauí
O rio Rauí (em panjabi: ਰਾਵੀ; em urdu: راوی‎; em hindi: रावी; em sânscrito: इरावती, परुष्णि), também chamado ou grafado Ravi, é um rio localizado na Índia e Paquistão, afluente do Chenab, que por sua vez é afluente do Indo. É um dos cinco rios que dão o seu nome à região do Panjabe. Era conhecido como Paruxani, Iravati ou Eeraveti pelos antigos indianos e Hidraotes pelos antigos gregos. Também é chamado rio de Laore pois esta cidade paquistanesa está localizada nas suas margens.
Tem origem no Himalaia, no distrito de Chamba, estado de Himachal Pradexe, de onde flui para noroeste. Vira para sudoeste, perto de Dalhousie e corta um desfiladeiro no Daula Dar para entrar na planície do Panjabe perto de Madopur. Aí flui ao longo da fronteira indo-paquistanesa antes de entrar definitivamente no Paquistão. 
O comprimento total do rio é de aproximadamente 725 km. As águas do Rauí são atribuídas à Índia de acordo com o Tratado das águas do Indo, assinado entre Índia e Paquistão.
Chamba, a uma altitude de 996 metros, é a antiga capital dos reis de Paari. No vale do Rauí, o rio corre entre os maciços do Pir Panjal, a norte, e do Daula Dar, a sul. A beleza romântica das paisagens do vale do Rauí é fonte de inspiração para a tradição poética do Panjabe.

## Nos Vedas
Nos Vedas descreve-se que parte da batalha dos dez reis foi travada no rio Paruxani, que segundo Iaská (nirukta 9.26) se refere ao rio Iravati (rio Rauí) no Panjabe. Macdonell e Keith escrevem que "o nome [Parusni] é seguramente o do rio que mais tarde se chamou Rauí (Iravati)".